# جيريمي ميرسير
جيريمي ميرسير هو مترجم وصحفي كندي، ولد في 1971 في أوتاوا في كندا.

## وصلات خارجية
- جيريمي ميرسير على موقع IMDb (الإنجليزية)
- جيريمي ميرسير على موقع قاعدة بيانات الفيلم (الإنجليزية)